# Johann Eigenstiller
Johann „Hans“ Eigenstiller (* 17. Juni 1943; † 28. März 2025) war ein österreichischer Fußballspieler.

## Karriere
Der Oberösterreicher Hans Eigenstiller begann seine Karriere beim SK Vorwärts Steyr; sein Debüt in der A-Liga absolvierte er 1963/64 beim SV Stickstoff Linz, wo er jedes Saisonspiel bestritt. 1965 wurde er zum FC Wacker Innsbruck gelotst, wo er rasch zum Nationalspieler aufstieg, er war ab 1967 Stammspieler in der österreichischen Abwehr. Um auch auf Vereinsebene international spielen zu können, forcierte Hans Eigenstiller einen Wechsel zu Rapid, bei dem sich Wacker aber quer legte. Zeitweise vereinslos, begann er zur Winterpause 1968/69 in Hütteldorf und wurde auch prompt ÖFB-Cupsieger; aber schon 1969/70 war er wieder in Innsbruck.
In Innsbruck konnte Eigenstiller mit Wacker beziehungsweise ab 1971 der SSW Innsbruck auf nationaler Ebene zahlreiche Titel sammeln, bis zu seinem Karriereende im Sommer 1977 wurde er fünfmal österreichischer Meister und gewann drei weitere Male den ÖFB-Cup. Der Nationalmannschaft gehörte er unter Leopold Šťastný bis 1975 an. Der vermeintliche Höhepunkt, die WM-Qualifikation ’74 ging allerdings in letzter Sekunde schief, den punkt- und torgleichen Schweden unterlag er mit dem Team in einem Entscheidungsspiel auf neutralem Boden in Gelsenkirchen knapp 1:2.
Nach Beendigung seiner aktiven Karriere 1977 wurde Hans Eigenstiller zunächst Repräsentant bei der Sportartikelfirma adidas, von 1982 bis 2009 war er Besitzer einer eigenen Fahrschule in Innsbruck. Als Trainer hatte der ehemalige Verteidiger ab Sommer 1978 SSW Innsbruck übernommen. Allerdings blieb (vor allem auf Grund der Abverkäufe, u. a. von Kurt Welzl und Bruno Pezzey und Josef Stering) der Erfolg aus; ab Frühjahr 1979 war der Ex-Ungarn-Teamchef Lajos Baróti der neue Trainer (aber auch der konnte den Abstieg in die Nationalliga nicht verhindern).
Später stand Eigenstiller auch 1979/80 bei der IG Bregenz/Dornbirn als Spielertrainer an der Seitenlinie und manchesmal auch in der Verteidigung.

## Erfolge
- 5 × Österreichischer Meister: 1971, 1972, 1973, 1975, 1977
- 4 × Österreichischer Cupsieger: 1969, 1970, 1973, 1975
- 37 Länderspiele für die österreichische Fußballnationalmannschaft von 1967 bis 1975